# Mišić natezač široke fascije
Mišić natezač široke fascije (lat. musculus tensor fasciae latae) mišić je zdjelice, plosnatog oblika. Mišić inervira gornji stražnjični živac (lat. nervus gluteus superior).

## Polazište i hvatište
Mišić polazi s bočne kosti (točnije, bočnog grebena i spine ilijake superior anterior)  i glutealne fascije, ide prema dolje i prelazi u tetivu. Tetiva se spaja s površnim slojem najvećeg stražnjičnog mišića. Spajanjem ovih dvaju mišića nastaje završna tetiva koja se naziva lat. tractus iliotibialis. Završna se tetiva hvata za lateralni kondil goljenične kost (i manjim dijelom na iver i donji dio bedrene kosti).